# هرمان ايته
هرمان إيته (بالألمانية: Hermann Ethé)‏ (1844 – 1917 م) هو مستشرق ألماني.
من آثاره: فهرس المخطوطات العربية والفارسية والهندوستانية في مكتبة ويلز الوطنية (1916 م).